# Ton Kas
Antonius Johannes (Ton) Kas (Amsterdam, 20 februari 1959) is een Nederlands acteur, stand-upcomedian, cabaretier, schrijver en regisseur.

## Carrière
Jarenlang dreef Kas met Willem de Wolf het toneelgezelschap Kas & de Wolf. Hij werkte onder andere samen met toneelgroep Mugmetdegoudentand voor de theaterproductie FOOD COMA (2004) en de televisieserie TV7 (2002). Hij is ook bekend van films als Lek (2000), Vet Hard (2005) en Gewoon Hans (2009), de televisieserie Hertenkamp (1998), de remake van 't Schaep met de 5 pooten (2006), 't Vrije Schaep (2009), 't Spaanse Schaep (2010), 't Schaep in Mokum (2013) en 't Schaep Ahoy (2015).
Voor het Ro Theater schreef hij de tekst voor de voorstelling Soul (2005) en was hij betrokken bij de theaterproductie van Dogville (2006/2007), waarvoor hij de tekstredactie op zich nam en waarin hij te zien was als de Verteller. In 2013 produceerde en speelde Kas de solotheatervoorstelling De Eerste Klootviool, waarin hij in een aaneenschakeling van moppen een biografie in de ik-vorm vertelde. In 2015 volgde zijn tweede voorstelling JABROER en in 2017 de derde voorstelling Kakmaker.
Van 2019 tot 2021 trad Kas als vaste gast op in de satirische talkshow Promenade van Diederik Ebbinge. In 2025 was hij te zien in de vervolgserie Chateau Promenade.

## Filmografie
- Chateau Promenade (2025)
- Drie dagen vis (2024) - Gerrie
- Ome Cor (2022) - Parkeerwacht / BOA
- Trecx (serie Amazon Prime) (2021) - Lex Bakker
- Promenade (2019-2021)
- Gek van Oranje (2018) - Henk
- Oh Baby (2017) - Notaris
- De Grote Zwaen (2015) - Leon
- Dummie de Mummie en de Gouden Scarabee (2014) - Meester Krabbel
- Eddy & Coby One Night Stand (2014) - Eddy
- Loenatik, te gek (2014) - agent
- Wonderbroeders (2014) - Franciscus Schalle
- Toen was geluk heel gewoon (2014) - Appie
- Jongens (2014) - Vader van Sieger
- Bro's Before Ho's (2013) - Vader van Max en Jules
- Mannenharten (2013) - Vader van Frank
- Spijt! (2013) - Medewerker hondenasiel
- Matterhorn (2013) - Fred
- Stockholm One Night Stand (2012) - Ben
- De ontmaagding van Eva van End (2012) - Evert van End
- Plan C (2012) - Bram
- De Heineken Ontvoering (2011) - Meneer Hubrechts
- De President (2011) - Aart Hausmacher
- Ernst, Bobbie en het geheim van de Monta Rossa (2010) - Fedor
- De vliegenierster van Kazbek (2010) - Ouderling
- Gewoon Hans (2009) - Anton Vermeulen
- Vox populi (2008) - Nico
- Alles is Liefde (2007) - Dekker
- Shouf Shouf! (2006) - Eigenaar discotheek (Afl. Mario)
- Baantjer (2006) - Lars Hoek
- 't Schaep met de 5 pooten (2006-2015) - Arie Balk
- Het Schnitzelparadijs (2005) - Lastige man
- Vet Hard (2005) - Milo
- In Oranje (2004) - Rechercheur
- Lek (2000) - Ben Haverman
- Baantjer (1999) - Marco van Zoomeren

## Prijzen
- 2002: VSCD-Mimeprijs - samen met Willem de Wolf voor de productie Ons soort mensen
- 2004: VSCD-Mimeprijs - samen met Marcel Musters voor FOOD COMA
- 2008: Gouden Kalf (beste mannelijke bijrol) - Vox populi
- 2009: Zilveren Nipkowschijf - 't Vrije Schaep
- 2009: PTa trofee voor Dwarse Denkers
- 2009: VSCD-Mimeprijs - voor zijn rol in Brigadier Fub, of het eeuwig menselijke van theatergroep Carver
- 2014: Gouden Kalf (beste mannelijke bijrol) - Jongens

## Trivia
- Kas speelde in een aantal tv-reclamespotjes van brillenverkoper Pearle, uitgezonden vanaf 2004.
- Vanaf 2014 tot 2016 sprak Kas voor Mona-reclames de stem van Jacques in.
- Kas is sinds 2021 ook de voice-over van het tv-programma Meiden die Rijden en de spinoffs Vrouwen die bouwen en Vrouwen die Varen.